# Queensland Lions SC
Queensland Lions SC är en fotbollsklubb från Brisbane i Australien. Klubben hette från början Hollandia-Inala SC, men bytte i början av 1970-talet namn till Brisbane Lions SC för att till slut byta till det nuvarande namnet. Klubben spelar i Brisbane Premier League som är den högsta ligan i staden Brisbane. Mellan 1977 och 1988 spelade klubben i den numera nerlagda nationella proffsligan National Soccer League (NSL). Den nordirländske storspelaren George Best spelade några matcher för klubben 1983.